# Ivan Dominik Garanjin
Ivan Dominik Garagnin, guverner Dubrovnika od 1808. do 1818. godine. Iz hrvatske plemićke obitelji Garagnin.